# Haus Sevinghausen
Haus Sevinghausen war ein Adelssitz im Bochumer Stadtteil Wattenscheid. Nach ihm ist der Stadtteil Sevinghausen benannt. 

## Geschichte
Das Haus Sevinghausen war ein Lehen der Grafen von Limburg-Stirum und der Stammsitz des von 1278 bis 1435 nachgewiesenen, gleichnamigen Ministerialengeschlechts. Danach saßen dort bis 1570 die Ritter von Eickel. Im Erbgang ging die Burg darauf an die Herren von Wenge. Nach deren Aussterben gelangte sie im 18. Jh. an den Zweig von Wenge zu Beck. 1721 wurde das zu einem unbekannten Zeitpunkt errichtete alte Herrenhaus abgerissen und ein neues erbaut. Um 1800 lebten hier Clemens August von Geismar und seine Gattin Bernardina von Berswort. Noch 1832 zählte es zu den landtagsfähigen Rittergütern in der Provinz Westfalen. 
Die Herren von Sevinghausen oder Sevinkhausen führten drei Pferdeprammen in ihrem Wappen. Dieses Symbol zeigte an, dass sie zur Nutzung der Wildbahn Emscherbruch zur Zucht frei lebender Emscherbrücher Pferde berechtigt waren.
Der Sage nach begehrte einst ein Ritter das schöne junge Weib eines Bauern. Sie floh mit einer Laterne durch die nasskalte Novembernacht, er aber holte sie ein und erschoss sie. Ihr Mann erschlug den Ritter mit einer Axt. Ein Geist mit einer Laterne spukt seitdem gelegentlich nachts über die Felder.

## Beschreibung
Heute wird das Gut von einem Landwirt bewirtschaftet. Es ist etwa 600 m westlich der Burgstraße zu finden.
Im Urkataster ist eine bis zu 20 m breite Gräfte verzeichnet, in der die 36 × 32 m große Hauptburginsel und die 48 × 32 m große Vorburginsel lagen. Das Hauptgebäude besteht aus einem einfachen Rechteckbau mit Walmdach. Auf der Vorburg lag ein Dreiseithof mit schmalem Ostflügel, in den die Tordurchfahrt integriert war.